# Ouderlijke boedelverdeling
De ouderlijke boedelverdeling (Frans: partage d'ascendants), ook ascendentenverdeling genoemd, is een rechtsfiguur uit het Belgische erfrecht op grond waarvan verwanten in de opgaande lijn (ouders, grootouders enz.) hun goederen tussen hun kinderen en afstammelingen kunnen verkavelen en verdelen. De ouderlijke boedelverdeling wordt geregeld in de artikel 4.229 tot 4.231 van het Belgisch Burgerlijk Wetboek (BW).
Het Nederlands erfrecht kende een vergelijkbare rechtsfiguur met dezelfde aanduiding, maar deze is met invoer van het huidige erfrecht, per 1 januari 2003, afgeschaft. De Nederlandse ouderlijke boedelverdeling was geregeld in artikel 1167 oud BW, de Overgangswet regelt dat bepalingen in oud-recht testamenten ook na invoer van het nieuwe erfrecht werking behouden.  

## België

### Verkavelen en verdelen
De vader, de moeder en andere verwanten in de opgaande lijn kunnen hun goederen tussen hun kinderen en afstammelingen verkavelen en verdelen (art. 4.229, eerste lid BW). Zulke ouderlijke boedelverdeling kan worden opgenomen in een schenking of een testament, en dient bijgevolg ook alle vormvereisten, voorwaarden en regels na te leven die gelden voor iedere schenking of ieder testament (art. 4.229, tweede lid BW).
Als de ouderlijke boedelverdeling in een schenking wordt opgenomen, kan ze enkel betrekking hebben op tegenwoordige goederen, zijnde de goederen die aanwezig zijn in het vermogen van de schenker op het tijdstip van de schenking (art. 4.229, derde lid BW). Deze regel is een bevestiging van de gemeenrechtelijke regel die stelt dat een schenking alleen de tegenwoordige goederen van de schenker mag bevatten, en dat zij, indien zij toekomstige goederen bevat, wat die goederen betreft nietig is (art. 4.168 BW). In de mate waarin deze verdeling een erfovereenkomst bevat, zijn bovendien de regels inzake erfovereenkomsten (art. 4.244 tot 4.253 BW) van toepassing.

### Onvolledige verdeling
De betrokken verwant in de opgaande lijn is niet verplicht om zijn ganse vermogen op te nemen in de ouderlijke boedelverdeling. Deze goederen zullen bij het overlijden van de verwant in de opgaande lijn toekomen aan diens erfgenamen op grond van de wettelijke erfopvolging, tenzij de betrokkene een testament heeft opgemaakt (art. 4.230, eerste lid BW).
De ganse verdeling is evenwel nietig als ze niet is gemaakt met enerzijds alle kinderen van de betrokkene die ten tijde van het overlijden in leven zijn, en anderzijds de afstammelingen van de eventuele vooroverleden kinderen. In dit geval heeft ieder van hen het recht om een nieuwe verdeling te vorderen, ongeacht of men bij de verdeling betrokken is geweest of niet (art. 4.230, tweede lid BW).

### Benadeling
De ouderlijke boedelverdeling kan worden betwist, indien men wordt benadeeld voor meer dan een vierde. Desgevallend kan men ook opkomen tegen een ouderlijke boedelverdeling met een vordering tot inkorting. Het kind dat de benadeling voor meer dan een vierde aanvoert, is gehouden om de kosten van de schatting te dragen. Blijkt er uiteindelijk geen benadeling voor meer dan een vierde te bestaan, dan dient dit kind definitief in te staan voor zowel deze kosten van de schatting als voor de kosten van het geschil (art. 2.231 BW).

### Geschiedenis
De regels inzake de ouderlijke boedelverdeling werden aanvankelijk geregeld door de artikelen 1075 tot 1080 van het Oud Burgerlijk Wetboek. Bij de invoering van boek 4 in het Burgerlijk Wetboek in 2022 werden deze regels hernomen in de artikelen 4.229 tot 4.231 BW.

## Nederland
Het Nederlands erfrecht kende een vergelijkbare rechtsfiguur in artikel 1167 oud BW, met in de rechtspraktijk dezelfde aanduiding, maar deze regeling is met invoer van het huidige erfrecht, per 1 januari 2003, afgeschaft. Sindsdien is het in Nederland niet meer mogelijk bepalingen omtrent de verdeling in een testament op te nemen, zij hebben althans geen erfrechtelijke werking.

### Overgangsrecht
Regelingen voor de ouderlijke boedelverdeling in testamenten opgemaakt onder het oude erfrecht, blijven ook na 2003 geldig. Dus als de testamentmaker onder het huidige erfrecht overlijdt, worden de bepalingen in het oud-recht testament behandeld volgens de hoofdregel van artikel 68a Overgangswet NBW: de geldigheid van een uiterste wilsbeschikking moet in beginsel beoordeeld worden naar het recht dat geldt op het moment van overlijden van de erflater. Artikel 69 Ow bepaalt dat verandering van de wet niet kan meebrengen dat iemand een vermogensrecht verliest dat hij onder het oude recht verkregen had, of dat het bedrag van een vordering verandert, in zoverre blijft het oude recht van kracht.

### Verjaring
Als de wet niet anders bepaalt, verjaart een rechtsvordering als hoofdregel door het verloop van twintig jaren, art. 3:306 BW. In art. 3:307 BW tot en met 3:311 BW staan heel veel uitzonderingen met een verjaringstermijn van vijf jaar, voor de ouderlijke boedelverdeling geldt echter de termijn van twintig jaren. Die termijn begint te lopen, zo de hoofdregel van art. 3:313 BW, op de dag volgende op de dag dat onmiddellijke nakoming kan worden gevorderd.